# Веронела
Веронѐла (на италиански: Veronella; на венециански: Veroneła, Веронела) е градче и община в Северна Италия, провинция Верона, регион Венето. Разположено е на 21 m надморска височина. Населението на общината е 5059 души (към 2015 г.).